# 理美容師
理美容師（りびようし）とは、日本における理容師と美容師の総称。また、理容師と美容師の国家資格を所持している者を指す。日本では理容師および美容師はそれぞれ国家資格となっている。本項では双方に共通点についてまとめる。なお、資格制度の有無や資格の分類および名称は各国で大きく異なる（美容師を参照）。
また、日本国内の理美容施設数は2020年でコンビニエンスストアの約7倍にあたる373,346軒あり、国内最多事業所数の業種でオーバーストア状態となっており、毎年1万店が開業し、8000‐9000店が閉店する。1施設当たりの月商は40‐45万円で、人件費は約45％であるため、経営者の年収は216‐243万円である。社会保険加入率は1－2％で推移する。

## 資格
美容師又は理容師になるには、それぞれの免許の取得が必要であり、そのためには、大学に入学できる者（高卒者）が厚生労働大臣が指定するそれぞれの養成施設に2年以上通い、それぞれの国家試験に合格する必要がある。試験は財団法人理容師美容師試験研修センターが行い、各都道府県の受験会場や指定の学校で年2回実施されている。

## 理容師と美容師の違い

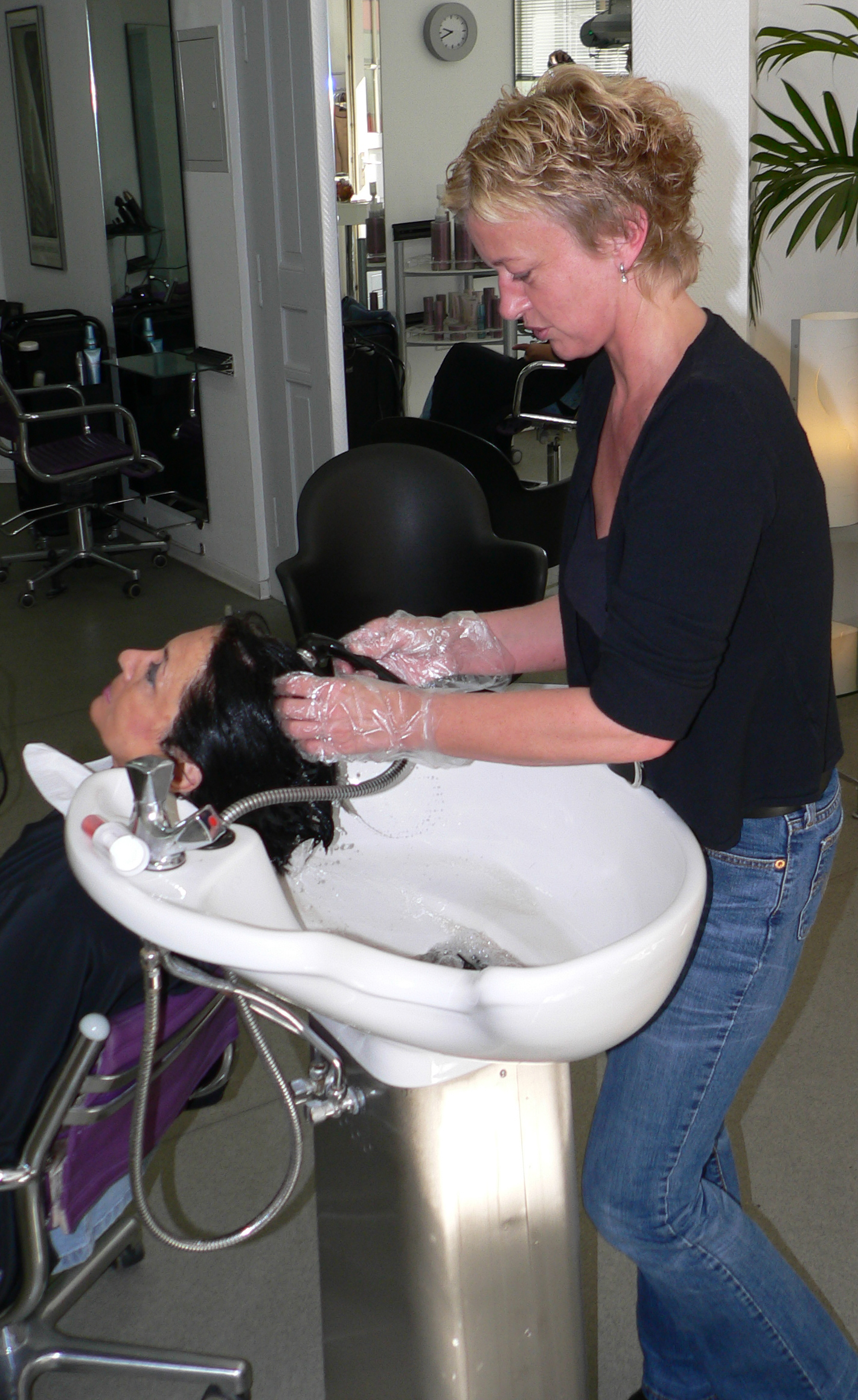
美容師

おおまかに言えば、かつては男性を対象とするのが理容師、女性を対象とするのが美容師であった。現在は法律で、
理容頭髪の刈込、顔そり等の方法により容姿を整えること（理容師法第1条の2第2項）
美容パーマネントウェーブ、結髪、化粧等の方法により容姿を美しくすること（美容師法第2条第2項）
と定義されている。また厚生労働省も、旧厚生省時代の1978年に出した通知の中で
美容師が、コールドパーマネントウエーブ等の行為に伴う美容行為の一環として、カッティングを行うことは、その対象の性別の如何を問わず差し支えないこと。また、女性に対するカッティングは、コールドパーマネントウエーブ等の行為との関連の有無にかかわらず行って差し支えないこと。しかし、これ以外のカッティングは行ってはならないこと
と定め、美容師が男性のヘアカットを行えるのは「パーマ等に付随する場合のみ」と制限していたが、2015年に厚生労働省は新たな通知を発出し、上記の1978年の通知を廃止するとともに、理容師がパーマネントウエーブを行うこと、美容師がカッティングを行うことは、それぞれが行い得る行為の範囲等に含まれるものとし、それまでの規制を緩和した。
理容業・美容業は一つの店舗を共用して同時に営業することはできない。つまり、整髪の方法・場所を理美容毎に限定することで住みわけを図っていた。
現実には、どちらの業種とも顧客ニーズの多様化への対応と新規顧客を獲得するために相手の領域に進出しようしている（業権争い）。理容業でもパーマを行うところがほとんどであり、美容業側も数年前から、1948年の旧厚生省通達
「化粧に附随した軽い程度の「顔そり」は化粧の一部として美容師がこれを行っても差し支えない」
という通達により規制が緩和され、顔そりを行うようになりつつある。また美容師が男性のヘアカットのみを行うことについても、2015年の規制緩和まで、東京都など一部の自治体では業務実態として「通知書通りの指導を行うことは難しい」として事実上黙認していたが、一方で高知市など明示的に禁止事項として指導対象としていた自治体もあり、対応が分かれていた。
上記の通知をもとに全美連では美容師の顔剃りの講習などを積極的に行い、美容の業務に取り入れる動きを示したが、厚生労働省の見解は、美容師の行う顔剃りは、あくまでも上記の条件の範囲内とした。本格的な顔剃りはもちろん、独立したメニューとして顔剃りを行うことはできないというのが厚生労働省の現在の見解である。2009年、美容シェービニストの資格を認定する団体に対して、電気シェーバーの使用に関して、厚生労働省は使用する道具のいかんにかかわらず、顔剃りは理容師の業務と指導している。なお、この通知の四に関しては、現在もこの通知通りである。
理容師法の運用に関する件(昭和23年12月8日)(衛発第382号)(各都道府県知事あて厚生省公衆衛生局長通達)
理容師法の運用については、しばしば通牒したところであるが、なお、左記事項留意の上その万全を期せられたい。
記
一　（略）
二　削除
三　化粧に附随した軽い程度の「顔そり」は化粧の一部として美容師がこれを行つてもさしつかえない。
四　理容所の開設者は、理容師であると否とを問わない。又同一人が同時に理髪所と美容所を開設することもできる。但し、後の場合においては、理髪の施設と美容の施設とはそれぞれ別個に設けなければならない。
五　（略）
双方ともに消費者のニーズにより、歴史的経緯を超越し、理・美容統一資格を策定すべきとの意見もある。方法としては、過渡期においては旧理・美容資格者に新資格を与える、資格の相互認定、一定の講習により相互の資格を無条件に認可する、などが想定されている。資格統一以前に現場レベルで融合が進行しつつあり、ユニセックスサロンという複合型サロンが日本でも増えている。一方で両資格の専門性を高めるための動きも見られる。

## 規制緩和
第二次世界大戦後、経済復興の過程において、理美容業は比較的安定した収入が得られる職種であったため就業者が増加した。そのため業界は1951年ごろから過当競争に陥り、中小事業者は経営が困難となった。業界では保護を求めて国会に陳情を続け、結果1956年に議員立法で環境衛生関係営業の運営の適正化に関する法律（環衛法。2000年の法改正により、「生活衛生関係営業の運営の適正化及び振興に関する法律（生衛法）に名称変更）が成立した。
この法によれば、理美容組合は組合員の健全な営業が阻害される恐れがある場合、「適正化規程」を定め、組合員に対し営業日・営業時間・技術料金などの制限を課すことができた。事実上零細業者の保護を目的としたカルテルであるが、私的独占の禁止及び公正取引の確保に関する法律（独占禁止法）の適用は除外された。1957年には理容業から美容業を分離し、職域の性別による住み分けを図った。
以降業界は安定し、バブル崩壊後の物価下落局面に際しても散髪価格はあまり低下しなかった。
1990年代に入り顧客ニーズに変化が現れ始めた。ユニセックスなヘアサロンが増加して、理容・美容間の垣根が低くなっていった。大手資本もこの分野に参入するようになった。適正化規程は1998年3月末をもってすべて廃止された。
一方で、議員立法による理容師法・美容師法の改正により、1998年4月から、理容師・美容師免許が都道府県知事から厚生労働大臣による発行とされるとともに、受験資格の前提となる養成施設の入学資格が原則として高卒とされるなど、資格取得の要件が厳しくなった。
1999年、東京都内のヘアサロン選り抜きの美容師が腕を競い合うテレビ番組『シザーズリーグ』が人気を集め、これにより「カリスマ美容師」ブームが起きた。これを見て美容師を目指す若者が増え、結果として一部では過当競争や労働条件の悪化を招いた。さらにその影響が全体に波及して、新規の就業志望者数の大幅な減少を引き起こしている。
現在、理美容業は従来にない競争の時代を迎え、業態も多様化している。顔そりからエステを行うサロンやヘッドスパ専門サロン、会員制のリラクゼーションサロンなど多様なサロンが出現している。
今後はさらなる規制緩和が行われるとする意見もあった。QBハウスや日本フランチャイズチェーン協会が行った構造改革推進特区、規制改革の提案は、いずれも認められておらず、2005年5月の構造改革推進特区有識者会議においても、最終的には重点検討項目からは落ちている。